# Беляков, Иван Фёдорович
Иван Фёдорович Беляков (30 августа 1926 — 24 апреля 1993) — красноармеец Рабоче-крестьянской Красной Армии, участник Великой Отечественной войны, Герой Советского Союза (1945).

## Биография
Родился 30 августа 1926 года в селе Иссык Алма-Атинского уезда Джетысуйской губернии Казакской АССР в крестьянской семье.
Получил неполное среднее образование.
В декабре 1943 года был призван на службу в Рабоче-крестьянскую Красную Армию и направлен в действующую армию. К апрелю 1945 года гвардии красноармеец Иван Беляков был наводчиком станкового пулемёта 37-го гвардейского стрелкового полка 12-й гвардейской стрелковой дивизии 61-й армии 1-го Белорусского фронта. Отличился во время форсирования Одера.
17 апреля 1945 года Беляков одним из первых в своём полку форсировал Одер в районе посёлка Хоэнвутцен к северу от города Брицен и лично уничтожил несколько вражеских огневых точек. Когда его пулемёт вышел из строя, Беляков продолжил вести огонь по противнику из автомата, а также уничтожал врагов гранатами. В составе своего подразделения удерживал захваченный плацдарм в течение дня.
Указом Президиума Верховного Совета СССР от 31 мая 1945 года гвардии красноармеец Иван Беляков был удостоен высокого звания Героя Советского Союза с вручением ордена Ленина и медали «Золотая Звезда».
После окончания войны демобилизован. Жил в Алма-Ате. С августа 1948 года служил в органах внутренних дел. В 1951 году окончил школу оперативных работников МВД СССР в Алма-Ате. В 1954 году в звании старшего лейтенанта был уволен в запас. В 1956 году вступил в ВКП(б).
Умер 24 апреля 1993 года. Похоронен на Центральном кладбище Алма-Аты.

## Награды
Также награждён орденом Отечественной войны 1-й степени, а также рядом медалей, в том числе «За отвагу» (27.10.1944).